# Allium arlgirdense
Allium arlgirdense — вид трав'янистих рослин родини амарилісові (Amaryllidaceae), поширений у південно-східній Туреччині й північному Іраку.

## Поширення
Поширений у південно-східній Туреччині й північному Іраку.